# Business Intelligence and Reporting Tools
Business Intelligence and Reporting Tools (BIRT) – system raportowania oparty na platformie Eclipse.
Rozpowszechniany jest w trzech wersjach – jako wtyczka do platformy Eclipse, jak oddzielna aplikacja (RPC Designer) i jako środowisko uruchomieniowe dla serwerów aplikacji.